# Mindzsedef
Mindzsedef (ḏd=f mn.w) ókori egyiptomi herceg a IV. dinasztia idején, Kawab herceg és II. Hotepheresz fia, Hufu unokája. Címei szerint „a király vér szerinti fia” (a címet sokszor a fáraó unokái is viselték), „örökös herceg”, „Alsó-Egyiptom királyának kincstárnoka”.
Mindzsedef sírja a gízai G 7760 masztabasír. A sír kápolnájában Mindzsedefet és feleségét, Hufuanhot egy kisfiúval ábrázolják, akinek neve azonban nem maradt fenn. Mindzsedef szarkofágja ma a Metropolitan Művészeti Múzeumban található (acc. no. 54.80a-b).